# 와다촌 (니가타현)
와다촌(和田村)은 니가타현 나카쿠비키군에 있던 촌이다. 

## 역사
- 1889년 4월 1일 -정촌제 시행에 의해 나카쿠비키군 와다촌이 성립하였다.
- 1927년 2월 - 8일경 폭설로 인해 신에쓰 본선 열차가 각 역에서 멈춰 서서 와키노다역(현 죠에쓰묘코역)에서 약 400명이 갇힌 상태, 13일에는 적설량이 2장 5척에 달해 급식용 식량은 물론 촌1의 식량도 부족해진다.
- 1954년 11월 1일 - 나카쿠비키군 1정 8촌이 합병해 아라이시가 성립하였다.
- 1955년 2월 1일 - 다카다시에 편입되어 소멸하였다.

## 참고문헌
- 『市町村名変遷辞典』東京堂出版、1990年。